# Christian Wilhelmsson
Christian Wilhelmsson, även kallad Chippen, född 8 december 1979 i Malmö, är en svensk före detta fotbollsspelare (mittfältare) som sist spelade i Ämterviks FF i division 5. Han spelade totalt 79 landskamper för Sveriges landslag.
Den 11 februari 2015 blev det klart att Wilhelmsson avslutade karriären. Men den 11 augusti samma år (ett halvår senare) blev det ändå klart att han skrev nytt kontrakt med sin tidigare klubb, Mjällby AIF. Dock förväntades inte tillvaron där bli så lång, det nya kontraktet sträckte sig endast till den 30 december 2015, och var nästan enbart på grund av att hjälpa laget att undvika en nedflyttning till Division 1. Detta misslyckades dock då Mjällby blev nedflyttade efter att ha förlorat i det avgörande kvalet.
Wilhelmsson deltog i fyra internationella slutspel med svenska fotbollslandslaget: EM-slutspelet 2004 i Portugal, VM-slutspelet 2006 i Tyskland, EM-slutspelet 2008 Schweiz och Österrike och EM-slutspelet 2012 Polen och Ukraina. Han spelade dessutom kvalmatcher med landslaget inför dessa slutspel.

## Biografi

### 1997–2003
Wilhelmsson började i det svenska klubblaget Mjällby AIF, som då spelade i den näst högsta divisionen i Sverige, Division 1 i fotboll 1997. Han var 19 år när han flyttade till norska Stabæk IF i Norges högsta division, Tippeligaen.
Han gjorde debut i det svenska A-landslaget 31 januari 2001 mot Färöarna i Växjö. Han fortsatte sedan med U21, för att sedan återkomma till A-landslaget i en landskamp mot Nordkorea 18 februari 2003.

### 2003–2006
Sommaren 2003 flyttade han till Belgien för att ansluta till Anderlecht där han blev en ordinarie spelare i truppen och blev belgisk ligamästare två gånger, dels säsongen 2003/2004 och även säsongen 2005/2006. Under EM 2004 var Wilhelmsson uttagen i det svenska landslaget. Han kom in som avbytare i inledande gruppspelsmatchen mot Bulgarien, och låg bakom det svenska 3–0-målet. Han startade mot Italien och kom in som avbytare i den tredje gruppspelsmatchen mot Danmark. Han kom även in som avbytare i kvartsfinalen mot Nederländerna, där han dessutom satte sin straff i mål, i straffsparksavgörandet. I efterkommande VM-kval var han en av sex spelare som deltog i samtliga tio kvalmatcher.
I VM 2006 startade Wilhelmsson i de två inledande gruppspelsmatcherna, och kom in som avbytare i mötet mot England och i åttondelsfinalen mot Tyskland.
Efter VM-slutspelet 2006 anslöt han sig till den franska klubben Nantes, där han fick ont om speltid. Wilhelmsson blev i september 2006, tillsammans med Olof Mellberg och Zlatan Ibrahimović, avstängd från landslaget dagarna innan en EM-kvalmatch mot Liechtenstein. De tre spelarna hade firat Mellbergs födelsedag och kom därför inte tillbaka till hotellet förrän 01:15 – drygt två timmar efter den överenskomna tiden.

### 2007–2012
I januari 2007 blev "Chippen" utlånad till det italienska Serie A-laget AS Roma. I Roma fick Wilhelmsson en del speltid och den 3 mars gjorde han sitt första mål för klubben. Sammanlagt spelade han 19 matcher för klubben under våren 2007. Efter säsongen deklarerade dock Roma att man inte planerade att köpa loss svensken. Wilhelmsson blev därför återigen utlånad i juli 2007. Denna gång till Bolton som spelade i Premier League. I Bolton blev det ont om speltid (ingen match från start och åtta inhopp på 24 matcher). Wilhelmsson kände sig dessutom illa behandlad i laget. Den 30 januari 2008 blev det klart att han skulle lånas ut ännu en gång – till det spanska laget Deportivo La Coruña. Wilhelmsson fick mycket speltid i La Liga som efter svenskens ankomst klättrade i tabellen. Magasinet Don Balòn utsåg Willhelmsson till månadens spelare i La Liga. Klubben meddelade i april 2008 att de var redo att köpa loss Wilhelmsson. I mitten av maj 2008 sade dock klubben att Wilhelmsson var för gammal för att köpas loss. Hans ålder (28 år vid tillfället) gjorde att tränaren inte ansåg att han kunde utvecklas mer.
Wilhelmsson startade bara en match i EM 2008, den inledande gruppspelsmatchen mot Grekland. Han fick en bristning i baksidan av lårmuskeln och missade därmed resten av mästerskapet.
Den 4 augusti 2008 meddelades det att Wilhelmsson köpts av de saudiarabiska mästarna Al-Hilal för cirka 115 miljoner svenska kronor.

### 2012–2015
Wilhelmsson kom in som avbytare i alla tre gruppspelsmatcherna i EM 2012. 
I september 2012 skrev Wilhelmsson på för Los Angeles Galaxy.
Hans sista 79:e landskamp blev i VM-kvalmatchen mot Färöarna 12 oktober 2012.
Den 28 juli 2014 rapporterades det i svenska medier att Christian Wilhelmsson åter skulle spela i Mjällby AIF, något som alltså blev hans allsvenska debut. I februari 2015 meddelade "Chippen" att han avslutade sin fotbollskarriär. I augusti 2015 återvände han till fotbollen och skrev på ett kontrakt med Mjällby AIF över säsongen 2015. Han gjorde mål på straffspark i sin debutmatch.

### Familj och övrigt
Christian Wilhelmsson är gift med den ryskfödda svenska modellen Oksana Andersson. Tillsammans har de tre barn.
Wilhelmsson är även initiativtagare till modeföretaget CWIL. Det säljer manliga accessoarer, såsom armband, ringar, halsband, broscher och väskor. Han står själv för designen. Märket lanserades under sommaren 2008.